# Payback - La rivincita di Porter
Payback - La rivincita di Porter (Payback) è un film del 1999 diretto da Brian Helgeland e con protagonista Mel Gibson, tratto dal romanzo Anonima carogne (The Hunter) di Donald E. Westlake, già trasposto sullo schermo col titolo di Senza un attimo di tregua (Point Blank) da John Boorman nel 1967

## Trama
Porter e Val, due ladri molto amici tra loro, rubano 140.000 dollari ad un gruppo di malviventi cinesi. Al momento di dividere il bottino, Val Resnick, con la complicità della moglie di Porter (convinta con l'inganno dallo stesso Val che Porter la tradisse), Lynn, si prende tutti i soldi, poiché gli servono 130.000 dollari per estinguere un debito, mentre la stessa Lynn spara al marito, convinta di ucciderlo.
Porter, però, guarisce e ha una sola idea: riprendere la sua parte di 70.000 dollari e uccidere Val. Quando torna a casa a Chicago, ritrova la moglie Lynn oramai abbandonata da Val e distrutta, che la notte stessa muore per una dose di eroina. Proprio seguendo le tracce legate alla droga, Porter interroga lo spacciatore di Lynn, che lo indirizza verso l'intermediario di Resnick, Arthur Stegman, uno spacciatore di basso livello. Porter trova Stegman in compagnia di due detective della polizia corrotti, Hicks e Leary, che lo minacciano per prendersi i 70.000 dollari, una volta che Porter avrà recuperato la cifra.
Utilizzando le informazioni di Stegman, Porter chiede l'aiuto di Rosie, la prostituta di alto bordo dell'Organizzazione di cui era guardia del corpo e che è stata causa del tradimento di Lynn. Rosie gli rivela di essere innamorata di lui: i due non hanno mai avuto una relazione perché Porter era sposato e lei pensava alla carriera. Rosie suggerisce a Porter di rintracciare Resnick seguendo la pista della prostituzione: a Val Resnick è vietato utilizzare prostitute dell'Organizzazione perché ha tendenze sadiche e ha quasi ucciso una di loro.
Porter sorprende Resnick durante una sessione con una dominatrice collegata alla Triade cinese di nome Pearl e intima all'ex socio di restituirgli i soldi che gli aveva sottratto. Spaventato, Resnick implora l'aiuto dell'Organizzazione, ma gli viene detto di risolvere da solo i problemi che riguardavano la sua vita prima dell'ingresso nell'Organizzazione. Quindi usa Pearl per incastrare Porter per la rapina da 140.000 dollari in modo che gli uomini della Triade lo uccidano; tuttavia, questo tentativo fallisce. Resnick segue le tracce di Porter fino all'appartamento di Rosie, la picchia e minaccia di violentarla quando lei reagisce. Porter arriva e ferisce Resnick, che tenta di contrattare per la sua vita dandogli i nomi dei capi dell'Organizzazione (Fairfax e Carter), ma dato che Resnick non ha i soldi, Porter lo uccide. Porta, quindi, Rosie in un appartamento segreto, ma scopre dell'esplosivo al plastico, collegato al telefono da tre dei sicari di Carter. Porter li uccide e poi affronta Carter nel suo stesso ufficio, minacciando di ucciderlo se non tira fuori i 70.000 dollari. Carter afferma di non essere autorizzato a prendere decisioni finanziarie e chiama Bronson, il capo dell'Organizzazione. Quando Bronson al telefono rifiuta di restituire il denaro, Porter uccide Carter.
Con l'aiuto di Rosie, Porter rapisce il figlio di Bronson, Johnny. Quindi visita e minaccia Fairfax; Hicks e Leary, che stanno aspettando fuori dalla casa di Fairfax, vengono arrestati dagli Affari Interni a causa delle false prove lasciate da Porter. Segue una sparatoria che coinvolge Porter, Stegman, il suo autista, Pearl e la Triade; solo Porter e Pearl sopravvivono. Porter viene poi catturato dagli uomini di Fairfax, portato in un magazzino e picchiato per ore. Bronson arriva con i suoi uomini e il riscatto di 130.000 dollari, anche se giura che Porter non ci metterà mai le mani sopra. Porter cerca senza successo di spiegare che tutto ciò che voleva erano i 70.000 dollari che gli doveva Resnick, ma Bronson ordina ad un suo uomo di martellare le dita dei piedi di Porter, uno per uno, fino a quando non rivelerà la posizione di Johnny; il sicario di Bronson gli rompe due dita dei piedi, prima che si decida finalmente a parlare.
Bronson, Fairfax e i loro uomini portano con se Porter; tuttavia, l'indirizzo è in realtà la casa in cui sono presenti gli esplosivi. Mentre si dirigono verso l'appartamento, Porter riesce a liberarsi attraverso il bagagliaio in cui è tenuto prigioniero e usa il cellulare dell'auto per comporre il numero della stanza, ma gli uomini entrati nella stanza, rispondendo al telefono, fanno scattare la bomba. L'esplosione uccide Bronson, Fairfax e i loro uomini e Porter fugge dalla scena e contatta Rosie. Al suo arrivo, Rosie lascia Johnny ammanettato al calorifero e si unisce a Porter in macchina per iniziare una nuova vita insieme.

## Produzione
Le riprese del film sono state effettuate tra settembre e dicembre 1997 a Chicago e tra giugno e agosto 1998 a Los Angeles; altre scene sono state realizzate allo Stage 20 dei Warner Bros. Studios di Burbank (California).

## Colonna sonora
Le musiche originali e la colonna sonora del film sono curate dal compositore Chris Boardman e sono raccolte nell'album che ha preso il titolo originale del film Payback. Questa raccolta è ricca soprattutto di brani famosi cantati da interpreti di grande rilievo come:
1. Dean Martin – Ain't That A Kick In The Head
2. James Brown – It's A Man's, Man's, Man's World
3. B.B. King – The Thrill Is Gone
4. Vic Damone – Smoke Gets In Your Eyes
5. Lou Rawls – If I Had My Life To Live Over
6. Michael Civisca – Luck Be A Lady
7. Dean Martin – You're Nobody Till Somebody Loves You

## Distribuzione
Il film è uscito nelle sale statunitensi il 5 febbraio 1999, mentre in Italia il 26 febbraio successivo.